# Église Saint-Martial de Cortvassil
Pour les articles homonymes, voir église Saint-Martial.
L'église Saint-Martial de Cortvassil est une église romane située dans le hameau de Courbassil (Cortvassil en catalan), à Porta, dans le département français des Pyrénées-Orientales.

## Situation
L'église Saint-Martial se situe dans le hameau de Cortvassil, commune de Porta, dans le département français des Pyrénées-Orientales, dans l'Est des Pyrénées. 
Le bâtiment se trouve à environ 1 400 m d'altitude, une trentaine de mètres au-dessus de la rivière Carol. La vallée du Carol est depuis des temps très anciens un important lieu de passage permettant la traversée des Pyrénées, via le col de Puymorens et en lien avec la vallée de l'Ariège située au nord. Encore au XXIe siècle, l'église surplombe la route nationale 20 et une des rares voies de chemin de fer permettant de traverser les Pyrénées. Une variante du GR 107 permet également de rallier l'église.
En face de l'église de l'autre côté de la vallée se dressent les Roques encantades (littéralement : « roches enchantées » en catalan, langue traditionnelle de la région). À 500 m au sud-est, vers l'aval, se trouvent la Roca de la Justicia et la Solà del Peu de Sant Quintí.

## Toponymie
L'église est dédiée à saint Martial (Sant Marçal) depuis au moins 1511, mais était portait auparavant le nom de saint Quentin (Sant Quintí). Seules deux églises des Pyrénées-Orientales sont nommées d'après Quentin, saint du Nord de la France : celle de Cortvassil et une autre à Amélie-les-Bains, mentionnée dès le IXe siècle.
Selon Pierre Ponsich et Jean Abélanet, ces deux anomalies sont dues à une récupération chrétienne de lieux rituels païens.

## Architecture

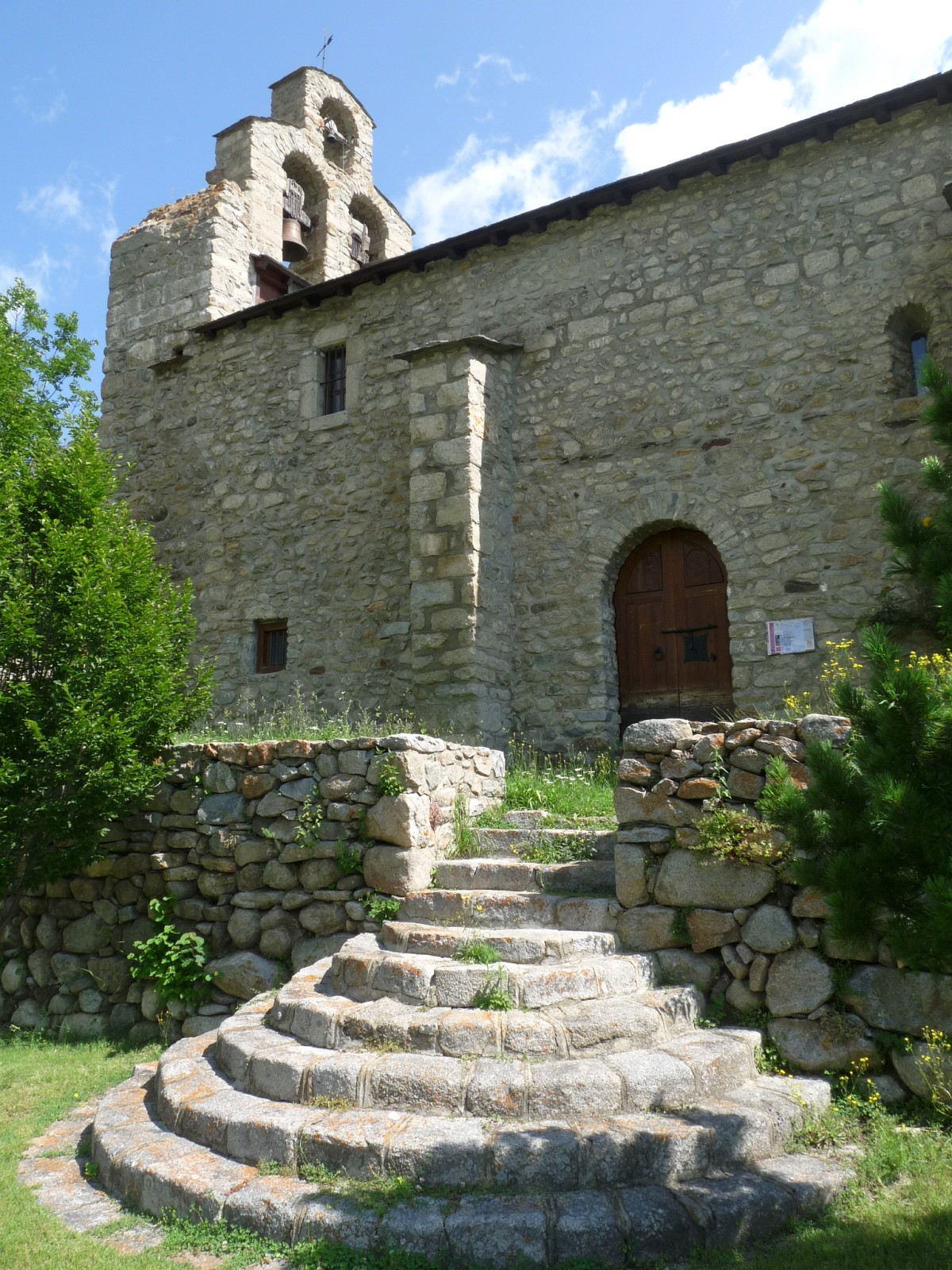
L'escalier d'accès